# Желтоклювый токо
Желтоклювый токо, или желтоклювый ток (Tockus flavirostris) — африканская птица из семейства птиц-носорогов.

## Описание
Желтоклювый токо длиной до 55 см. Характерным признаком вида является длинный, оранжево-жёлтый клюв. Кожа около его жёлтых глаз чёрного цвета. Нижняя часть тела белая, коричнево-чёрные крылья покрыты белыми пятнами, хвост чёрно-коричневый. Боковые стороны головы белые, от клюва до затылка над головой проходит коричневая полоса. Половой диморфизм не выражен, самцы и самки похожи.

## Распространение
Желтоклювый токо распространён в Восточной Африке в Эритрее, Сомали, Эфиопии, Кении и Северной Танзании. Он живёт в саваннах и сухих лесах, поросших акациями и мопане.

## Питание
Питание состоит из насекомых, скорпионов, грызунов, плодов и семян. Неторопливыми скачками они преследуют мелких рептилий и саранчу или хватают в полёте летающих термитов.

## Образ жизни

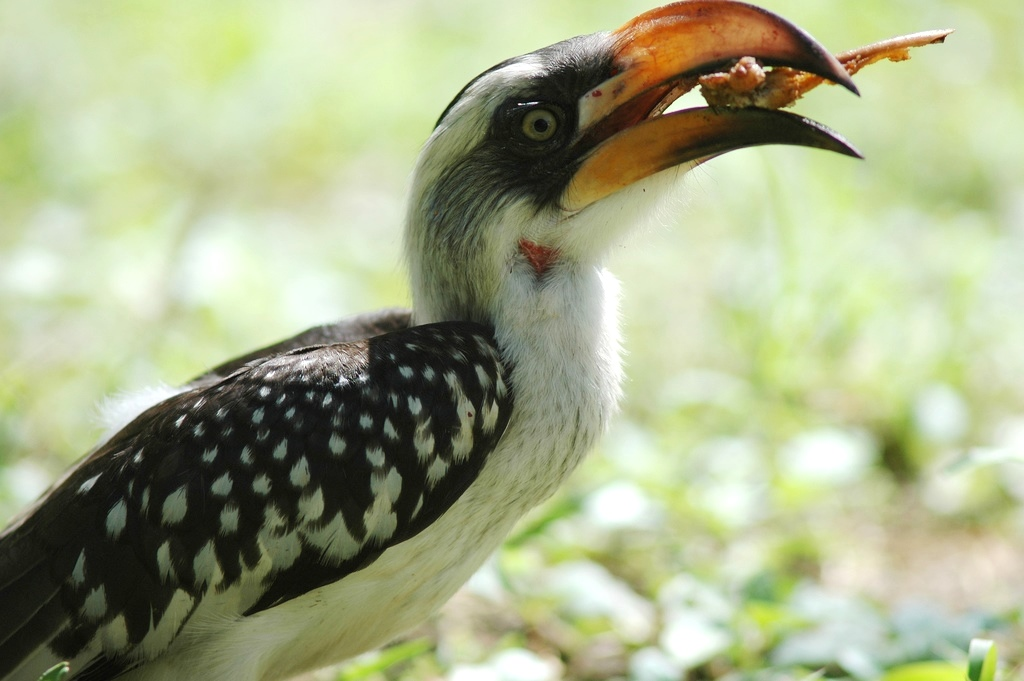
Желтоклювый ток

Желтоклювый токо живёт в одиночку и в парах. Он держится преимущественно на земле, но также и на деревьях. Птица не пугливая, узнаваема издалека по свойственному ей способу полёта: три взмаха крыльями, затем планирующий полёт. Призывный крик начинается с нарастающего «гок-гок-гок», переходящего в громкое «чедек-чедек».